# Heerlijkheid Hemmen

Wapen van de heerlijkheid Hemmen

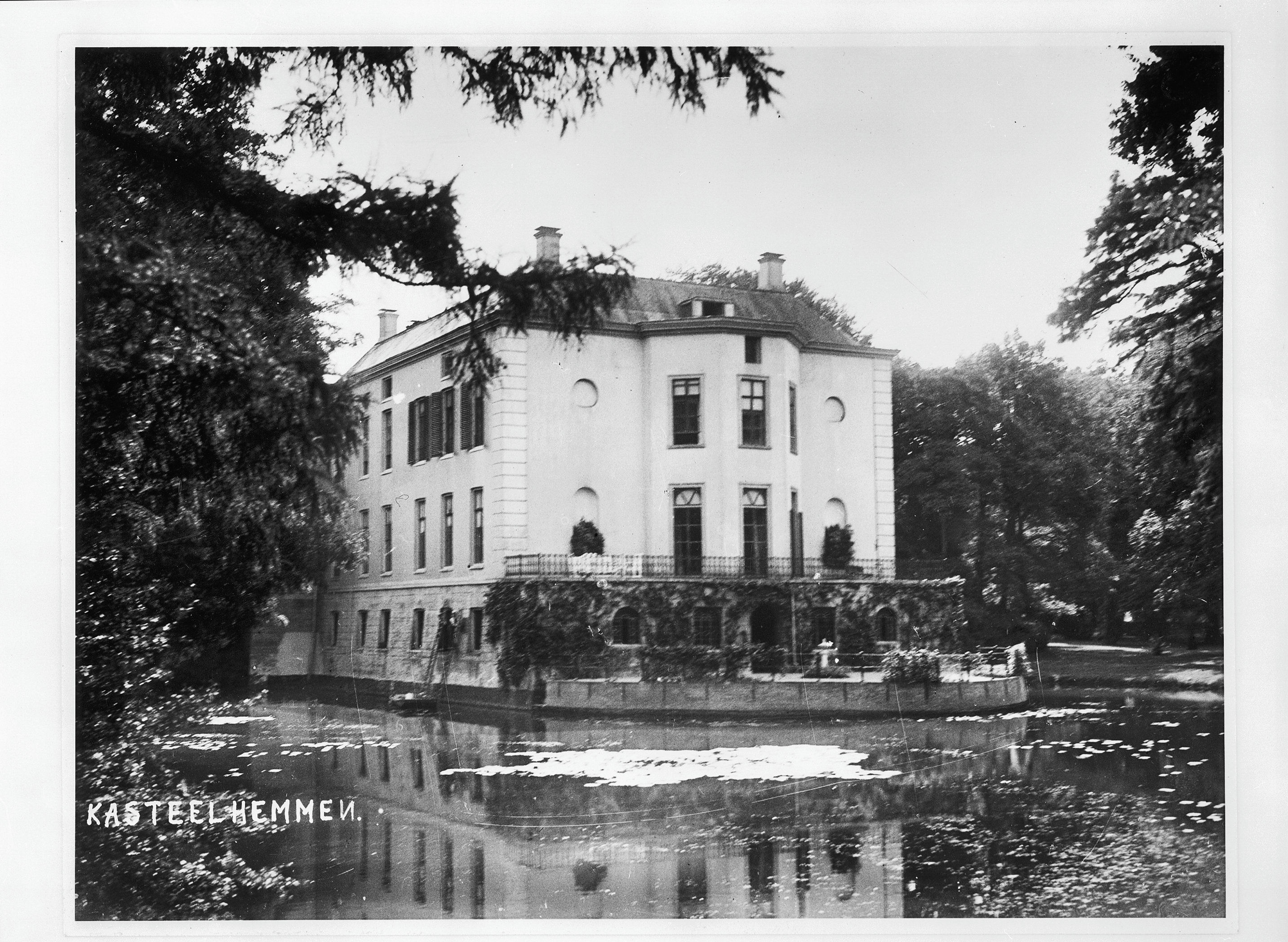
Kasteel Hemmen (1930)

De heerlijkheid Hemmen is een zeker sinds de 14e eeuw bestaande heerlijkheid die tot in de 20e eeuw in de familie Van Lynden bleef.

## Geschiedenis
In 1375 werd Steven van Lynden, die knape was en postuum in 1397 als ridder wordt vermeld, de heer van de heerlijkheid Hemmen. Die was afkomstig van zijn vrouw Elisabeth van Doornick, vrouwe van Hemmen, met wie hij voor 1372 was getrouwd. Zij was een dochter van Willem Borre, heer van Hemmen. De heren van Hemmen waren tevens eigenaar van het kasteel Hemmen.
Nadien is de heerlijkheid steeds in de familie Van Lynden vererfd en gebleven. De laatste heer Van Lynden was Frans Godard baron van Lynden van Hemmen (1836-1931). In 1928 had hij met zijn zussen de Stichting het Lijndensche Fonds voor Kerk en Zending opgericht waarin alle Hemmense bezittingen werden ondergebracht. Na diens overlijden werd de stichting als erfgename de eigenaresse van de heerlijkheid, hetgeen zij nog steeds is. Deze stichting vroeg in 2003-2004 een wapen voor de heerlijkheid aan dat in 2004 door de Hoge Raad van Adel werd bevestigd.